# Кір'ят-Ата
Кір'ят-Ата (івр. קִרְיַת אָתָא — Qiryat Ata, араб. كريات آتا — Kiryāt ʾĀtā) — місто у Хайфському окрузі Ізраїлю, розташоване у 12 км від Хайфи. Одне з міст, що входять до міської агломерації Крайот; також відоме під своєю колишньою назвою Кфар-Ата (івр. כְּפַר עָטָּה).

## Історія
У результаті археологічних досліджень телю Гірбет-Шарта у північно-східній частині міста було виявлено залишки поселень часів бронзової та залізної доби, елліністичного періоду, Римської і Візантійської імперій та доби Мамелюків.[джерело?] Також було знайдено керамічні вироби Візантійської епохи.
У 1283 році місто вперше згадується як частина володінь хрестоносців згідно з угодою між ними та мамелюцьким султаном Калауном. На той час поселення мало назву Кафрата.

### Османська епоха
Після входження до Османської імперії у 1517 році Кафрата згадується у дефтері від 1596 року; на той час поселення знаходилося у нохії Акка ліви Сафед. Населення складалося із 15 господарств, у яких проживали лише мусульмани. Вони сплачували податки на пшеницю, ячмінь, фруктові дерева, виторги, кіз та вулики, усього на суму 1508 акче. На мапі, складеній П'єром Жакотеном під час Єгипетської кампанії Наполеона, поселення фігурує під назвою Куфур-Тай (Koufour Tai).
У 1859 році у селищі площею 16 федданів проживало 100 осіб. У 1875 році Віктор Герен, який відвідав Куфур-Тай, нарахував у ньому 50 домівок.
У «Дослідженні Західної Палестини», виданому 1881 року Фондом вивчення Палестини, Кефр-Етта описане як «невелике поселення з самановими будинками, розташоване на рівнині, з криницею на півночі та оливковим гаєм на сході».
Перепис населення 1887 року свідчив про те, що у Кефр-Етта проживало близько 1285 мешканців, всі з яких були мусульманами.

### Британський мандат в Палестині

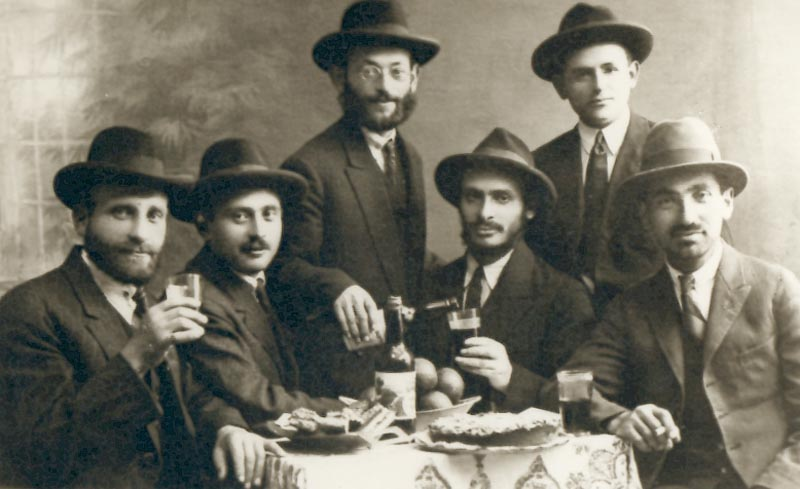
Засновники Кір'ят-Ата, бл. 1925 року

За переписом населення 1922 року, проведеного урядом Британського мандату, у селі Куфрітта проживало 400 осіб: 7 християн та 393 мусульмани, причому всі християни були православними.
У 1925 році сіоністська організація придбала 10 000 дунамів землі Кефр-Етта у Александра Сурсока, представника родини родини Сурсок з Бейрута. На той час у селі проживали 75 родин.
За даними перепису населення 1931 року у 13 будинках села Куфрітта проживало 4 мусульман та 29 євреїв.
У 1945 році населення села Кефар-Атта (Куфрітта) становило 1690 євреїв, а площа — 6131 дунам згідно з офіційними даними.
На 6 дунамах із вищевказаних 6131 вирощувалися цитрусові та банани, на 39 розміщувалися плантації та зрошувані землі, на 1527 — вирощувалися злаки; забудовані території займали площу у 3591 дунам.

### Кір'ят-Ата

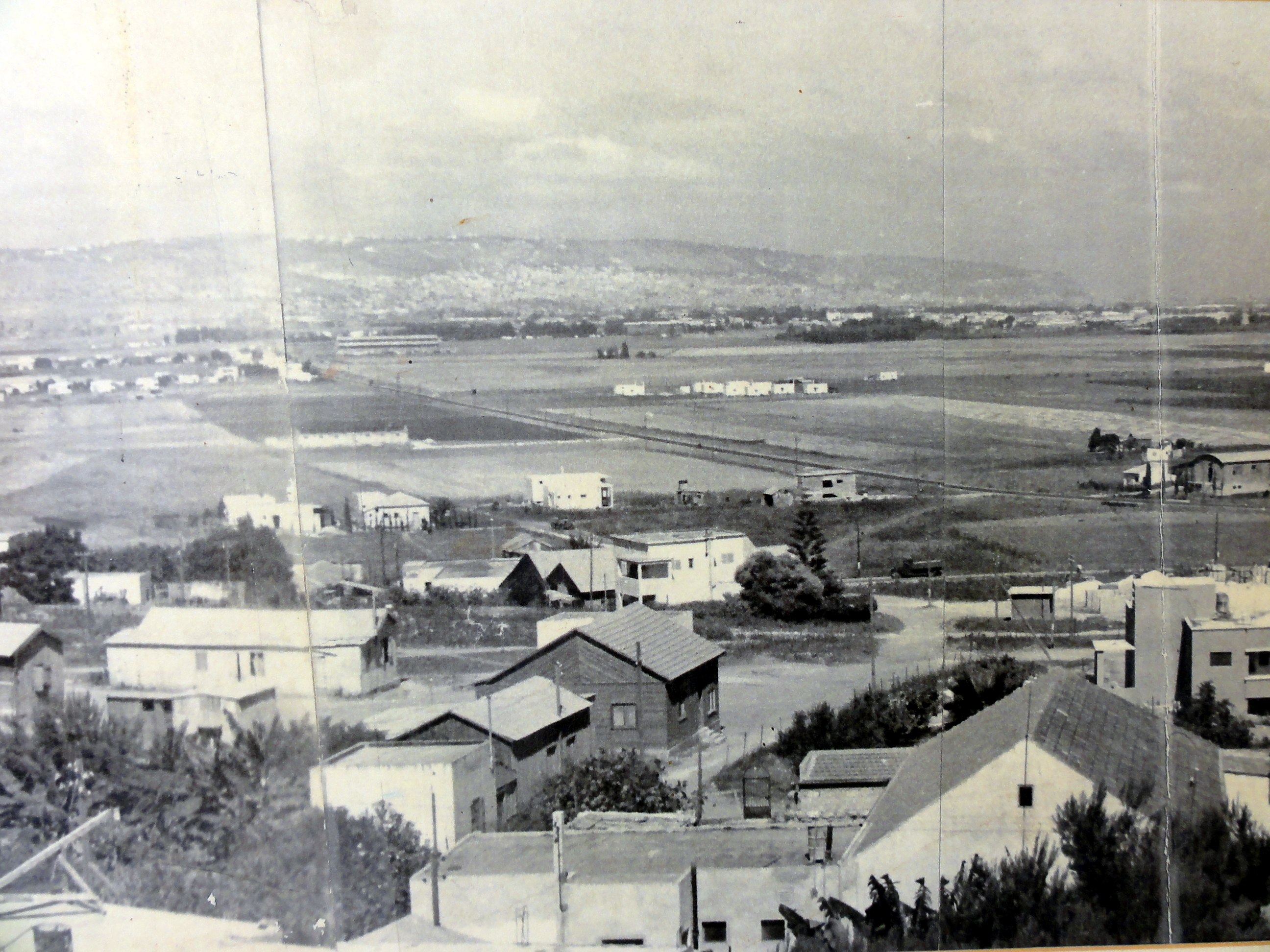
Кір'ят-Ата, 1947 рік

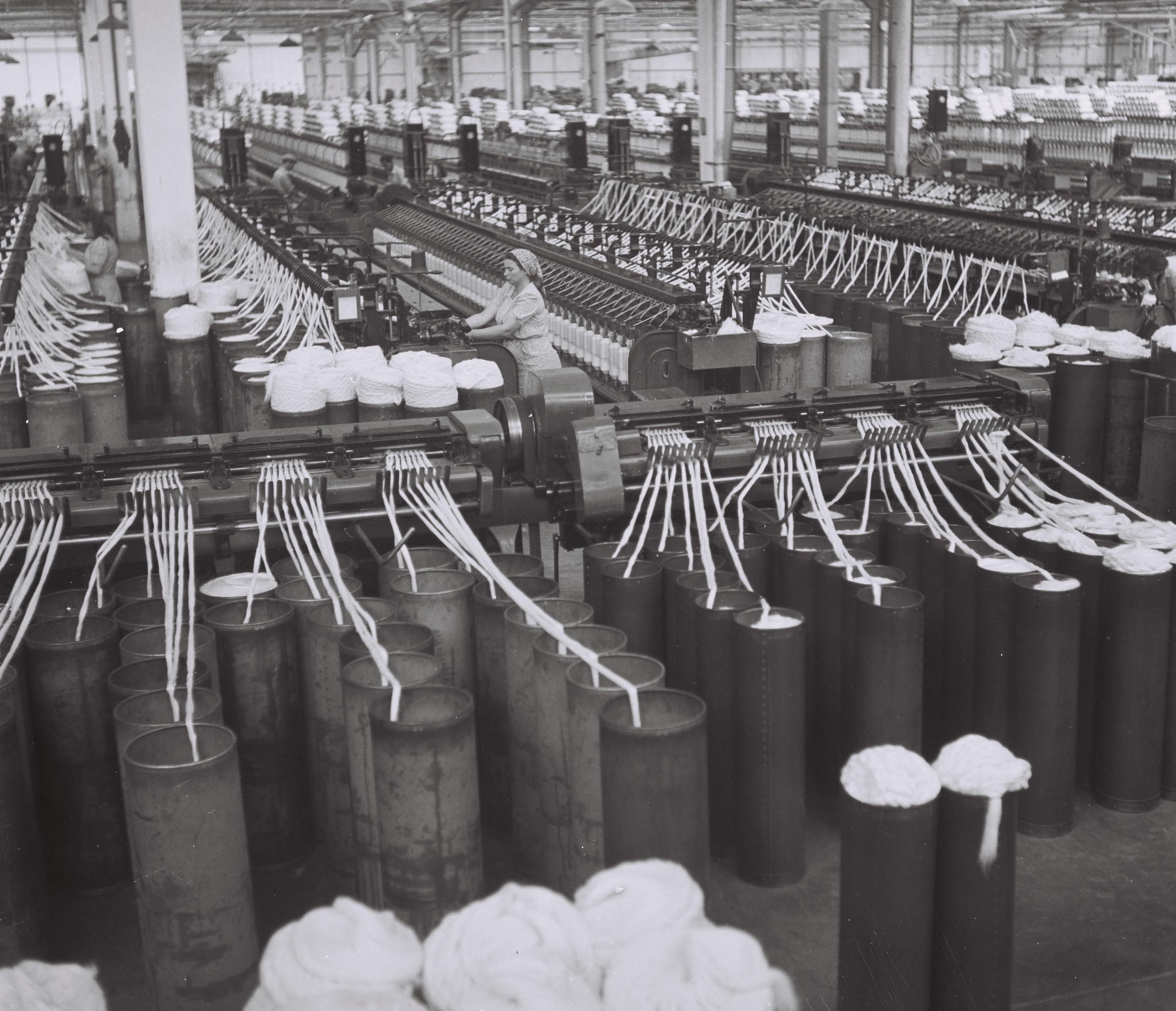
Текстильна фабрика, 1947 рік

На початку ХХ століття землю арабського села Кефр-Етта через посередників із Американської співдружності сіоністів викупила варшавська релігійна організація «Аводат Ізраель»; у 1925 році вона заснувала поселення Кфар-Ата — перше єврейське поселення у долині Звулон, першими мешканцями якого були вихідці із Польщі. Під час Палестинських повстань 1929 року поселення зазнало сильних руйнувань, і багато його мешканців втекли до сусіднього релігійного поселення Кфар-Хасидим (Хасидське село). Рік потому вони повернулись та відновили своє селище.У 1935 році родина Моллер заснувала у селищі текстильну фабрику «Арігей Тоцерет Арцену», скорочено «АТА» (закрита у 1984 році), яка прославила Кір'ят-Ата у країні.
Під час Війни за незалежність (1948-49 рр.) селище намагалися захопити арабські війська, що прийшли із сусіднього міста Шфар'ам. Проте їх атаки було відбито, і арабські мешканці  Кфар-Ата втекли до Шфар'аму, у той час як невелика кількість єврейських мешканців останнього переїхала до Кфар-Ата.
Кількість населення селища згодом збільшилась внаслідок напливу репатріантів з північної Африки (передусім з Марокко) та Румунії; для їх розселення були збудовані нові мікрорайони. У 1965 році було прийнято рішення про об'єднання із сусіднім селищем Кір'ят-Беньямін; нове об'єднане селище отримало назву Кір'ят-Ата. У 1969 році кількість населення селища перевищила 20 000 осіб, згідно з чим Кір'ят-Ата отримало статус міста.
З початку 1970-х рр. до міста почали прибувати численні репатріанти із СРСР, значну частину яких складали грузинські та гірські євреї. З початком масовою еміграції євреїв з СРСР (1989 рік) у 1990-91 рр. у місті оселилося близько 1500 родин нових репатріантів. Було відкрито численні ульпани (курси вивчення івриту), почалось масштабне житлобудівництво, зокрема, було збудовано житловий масив Ґіват-Рам. Водночас відбувалося і відновлення фонду суспільного житла «Амігур».

## Географія
Місто розташоване у східній частині долини Звулон, на пагорбах на висоті 100 м над рівнем моря. Відстань від міста до моря становить 4 км.
Також у місті наявні чорноземні ґрунти, що сприяло розвитку сільського господарства у регіоні.

## Клімат

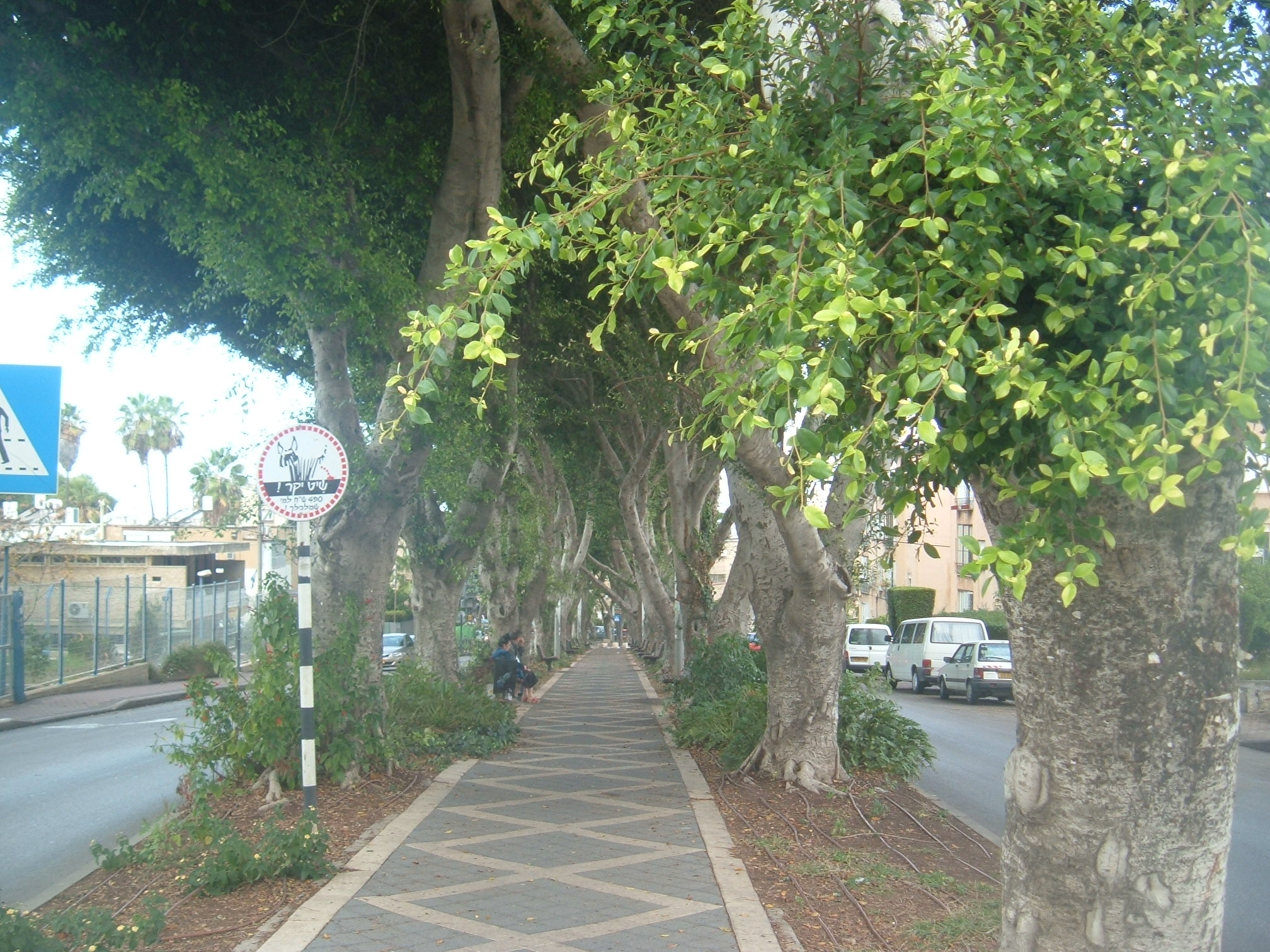
Бульвар Га-Ціонот

Місто Кір'ят-Ата має середземноморський клімат зі спекотним сухим літом та холодною зимою з великою кількістю дощів. Найспекотніший місяць — липень, найхолодніший — лютий. Снігопади трапляються рідко, у ХХ столітті їх було зафіксовано тричі: у 1950, 1992 та 1999 роках. Річна кількість опадів становить приблизно 524 мм.

## Населення
За даними Центрального статистичного бюро Ізраїлю (ICBS) чисельність населення міста Кір'ят-Ата наприкінці 2016 року складала 56 635 осіб, більшу частину з яких (приблизно 99%) складають євреї.

## Промисловість
Поблизу міста знаходиться хімічний комбінат «Хайфа Хімікалім» (івр. ‏חיפה כימיקליים‏). У промисловій зоні міста розміщено багато дрібних підприємств металообробної та будівельної галузей.

## Транспорт
Основними видами громадського транспорту у місті є автобуси та маршрутні таксі. На відміну від інших міст Крайот, таких як Кір'ят-Бялік або Кір'ят-Моцкін, Кір'ят-Ата знаходиться в стороні від основної автомагістралі Хайфа — Акко. За останні роки було розширено шосе, які ведуть до міста.

## Освіта
Станом на 2000 рік у місті налічувалося 20 шкіл, у яких навчалося 8 762 учні, серед яких 14 початкових та 11 середніх шкіл із 4 899 та 3 863 учнями відповідно. У 2001 році атестат зрілості отримали 52% учнів.

## Спорт
Головний футбольний клуб міста, «Маккабі Іроні Кір'ят-Ата», грає у Лізі Леуміт — другому дивізіоні прфесійного футболу Ізраїлю. Місцевий баскетбольний клуб, «Еліцур Кір'ят-Ата», грає в Ізраїльській баскетбольній лізі «Ліґат-га-Аль».

## Міста-побратими
- Райнікендорф,  Німеччина (з 1976 року)
- Шабац,  Сербія

## Видатні вихідці та жителі міста
- Еріх Моллер, підприємець, засновник текстильної фабрики «АТА»
- Хаїм Явін[en], ізраїльський телеведучий та режисер-документаліст
- Таль Фридман[en], ізраїльський комік, актор та музикант
- Янів Катан, ізраїльський футболіст
- Алон Абутбуль[en], ізраїльський актор
- Хові Стар, ізраїльський співак, представник країни на Євробаченні 2016
- Юваль Ной Гарарі, ізраїльський письменник та історик
- Іштар[en], ізраїльська співачка

## Зовнішні посилання
- CBS population estimates for 2005/2006 [Архівовано 9 жовтня 2018 у Wayback Machine.](англ.)
- Офіційна сторінка муніципалітету [Архівовано 23 квітня 2018 у Wayback Machine.](івр.)(англ.)
- Міський музей Бейт-Фішер [Архівовано 1 жовтня 2011 у Wayback Machine.](івр.)
- Survey of Western Palestine, Map 5:   IAA [Архівовано 28 вересня 2018 у Wayback Machine.], Wikimedia commons [Архівовано 7 вересня 2018 у Wayback Machine.] (англ.)